# (5554) Keesey
(5554) Keesey es un asteroide perteneciente al cinturón de asteroides descubierto el 15 de octubre de 1985 por Edward Bowell desde la Estación Anderson Mesa (condado de Coconino, cerca de Flagstaff, Arizona, Estados Unidos).

## Designación y nombre
Designado provisionalmente como 1985 TW1. Fue nombrado Keesey en honor a Michael S. W. Keesey, miembro del Grupo de Dinámica del Sistema Solar en el Laboratorio de Propulsión a Chorro. Comenzó su carrera en JPL en 1970, y su conocimiento de la astronomía fundamental y la mecánica celeste se ha aprovechado bien en los esfuerzos de desarrollo de efemérides para aquellos planetas, cometas y planetas menores que han sido candidatos a misiones u objetivos de observaciones terrestres.

## Características orbitales
Keesey está situado a una distancia media del Sol de 2,243 ua, pudiendo alejarse hasta 2,685 ua y acercarse hasta 1,800 ua. Su excentricidad es 0,197 y la inclinación orbital 7,719 grados. Emplea 1227,33 días en completar una órbita alrededor del Sol.

## Características físicas
La magnitud absoluta de Keesey es 13,9. Tiene 4,18 km de diámetro y su albedo se estima en 0,305. 